# Cartoon Network Studios

Das Zeichentrickstudio Cartoon Network Studios ist eine Konzerntochter von Warner Bros. Television und der ehemaligen Hanna-Barbera Cartoons, Inc. (1957–2001). Es produziert Zeichentrickfilme für das Fernsehen, insbesondere für den Sender Cartoon Network.

## Hanna-Barbera Cartoons, Inc.
William Hanna und Joseph Barbera arbeiteten zum ersten Mal bei den Metro-Goldwyn-Mayer (MGM) Animation Studios 1939 zusammen. Ihre erste gemeinsame Regiearbeit war ein Zeichentrickfilm mit dem Titel Puss Gets the Boot (1940), der als Geburt der populären Zeichentrickserie Tom und Jerry gilt. Hanna, Barbera, und MGM-Regisseur George Sidney gründeten Hanna-Barbera Productions 1944, während der Studioarbeit, und nutzten diese Firma, um zusätzliche Projekte zu bearbeiten, wie zum Beispiel frühe Fernsehwerbesendungen und den ersten originalen Eröffnungstitel von I Love Lucy.
MGM schloss ihre Animationsstudios 1957. Hanna und Barbera übernahmen die meisten Mitarbeiter in ihre Hanna-Barbera Productions. Sie wurde 1957 eine vollständige Produktionsfirma und man entschied sich, sich auf Fernsehzeichentrickfilme zu spezialisieren. Ihre erste Studioserie war The Ruff & Reddy Show, deren Premiere im Dezember 1957 auf NBC war. Um genügend Kapital zum Produzieren ihrer Zeichentrickfilme zu bekommen, machte Hanna-Barbera ein Geschäft mit Screen Gems Television, einer Teilfirma von Columbia Pictures, in welchem das neue Zeichentrickstudio sein Arbeitskapital bekam und Screen Gems die Vertriebsrechte. Die Firma hatte bis 1963 kein eigenes Gebäude, als die Hanna-Barbera-Studios im 3400 Cahuenga Blvd. in West Hollywood ihre Tore öffneten. Die Partnerschaft zwischen Columbia und Hanna-Barbera endete 1967, als Hanna und Barbera das Studio an Taft Broadcasting verkauften, aber ihre Posten behielten.
Hanna-Barbera war das erste Zeichentrickstudio, das erfolgreich Zeichentrickfilme fürs Fernsehen produzierte; vorher waren die Zeichentrickfilme im Fernsehen meist eine Wiederholung von Kinozeichentrickfilmen. Andererseits arbeitete Hanna-Barbera auch an Kinoproduktionsserien: Loopy De Loop, für Columbia Pictures von 1959 bis 1965; und den Filmvorspann für die ABC/Screen Gems-Fernsehserie Bewitched (dt. Verliebt in eine Hexe). Später verwendete Hanna-Barbera die Bewitched-Charaktere als Gaststars bei den Feuersteins.
Viele der Fernsehserien von Hanna-Barbera wurden für die Hauptsendezeit produziert und ausgestrahlt. Dies hielt bis Anfang der 1970er Jahre an. Viele Serien wie Hucky und seine Freunde / Originaltitel: The Huckleberry Hound Show (und seinem Spin-off, Yogi Bär), Quick und seine Freunde (The Quickdraw Mc Graw Show), Top Cat, Jonny Quest, Atom Ant/Secret Squirrel Show (mit Atom Ant, Secret Squirrel, Squiddly Diddly, Precious Pupp, The Hillbilly Bears und Winsome Witch), Die Jetsons und besonders Familie Feuerstein (The Flintstones) waren ursprünglich zur Hauptsendezeit ausgestrahlt worden, wo sie sich gegen Komödien, Quiz-Shows und Fernsehfilme behaupten mussten.
Insbesondere Familie Feuerstein hatte eine hohe Einschaltquote. Die Folge „The Blessed Event“, Erstausstrahlung in den USA am 22. Februar 1963, die von der Geburt von Pebbles Feuerstein handelte, hatte die höchste Quote in der Seriengeschichte. Hanna-Barbera eroberte den Markt für Zeichentrickfernsehserien, die an mehrere Sender verkauft wurden, sowie für die Serien am Samstagmorgen (eine Sendeform in den USA in den 1960er Jahren, siehe Saturday morning cartoon). Während der 1970er Jahre wurden die meisten US-amerikanischen Fernsehzeichentrickfilme von Hanna-Barbera produziert. In ihrer Sparte waren sie über dreißig Jahre lang Marktführer.
Die Hauptkonkurrenz bestand durch Filmation, DePatie-Freleng Enterprises und durch einige Filme in der Hauptsendezeit von Rankin-Bass, Chuck Jones sowie Bill Meléndezes Peanuts.

## Filmographie

### Zeichentrickfilme
Unter Hanna-Barbera Cartoons, Inc.:
- 1964: Yogi Bärs Abenteuer (Hey There, It's Yogi Bear)
- 1966: Alice in Wonderland or What's a Nice Kid Like You Doing in a Place Like This?
- 1966: Fred Feuerstein lebt gefährlich! (The Man Called Flintstone)
- 1966: The Space Kidettes
- 1966: Space Ghost
- 1967: Jack and the Beanstalk
- 1967: We'll Take Manhattan
- 1972: Hardcase
- 1972: The Thanksgiving That Almost Wasn't
- 1972: A Christmas Story
- 1973: Zuckermanns Farm – Wilbur im Glück (Charlotte's Web)
- 1973: Baxter und die Rabenmutter (Baxter!)
- 1973: Twenty Thousand Leagues Under the Sea
- 1973: Die drei Musketiere (The Three Musketeers)
- 1974: Shootout in a One-Dog Town
- 1976: Taggart's Treasure
- 1976: Davy Crockett on the Mississippi
- 1976: Silent Night, Holy Night
- 1977: The Gathering
- 1977: A Flintstone Christmas
- 1978: All-Star Comedy Ice Revue
- 1978: The Flintstones Little Big League
- 1978: The Beasts Are on the Streets
- 1978: KISS Meets the Phantom of the Park
- 1979: The Hanna-Barbera Hall of Fame: Yabba Dabba Doo II
- 1979: The Flintstones Meet Rockula and Frankenstone
- 1979: America vs. the World: Circus Challenge
- 1979: Casper the Friendly Ghost: He Ain't Scary, He's Our Brother
- 1979: The Gathering, Part II
- 1979: R.O.B.O.D.O.G.
- 1979: Scooby-Doo Goes Hollywood
- 1980: The B.B. Beegle Show
- 1980: Die Königin der Banditen (Belle Starr)
- 1980: Yogi's First Christmas
- 1981: Die Schlümpfe (The Smurfs)
- 1982: ..Deadline..
- 1982: Heidi's Song
- 1983: Lucky Luke – Das große Abenteuer (Les Dalton en cavale)
- 1984: The Baby Smurf
- 1984: Here Are the Smurfs
- 1985: The Pound Puppies
- 1985: Abenteuer aus der Bibel
- 1985: Star Fairies
- 1986: Shark's Paradise
- 1986: GoBots: War of the Rock Lords
- 1986: The Flintstones' 25th Anniversary Celebration
- 1987: Abenteuer über den Wolken (Yogi Bear and the Magical Flight of the Spruce Goose)
- 1987: Ultraman: The Adventure Begins
- 1987: Top Cat and the Beverly Hills Cats
- 1987: Die Geisterjäger (Scooby-Doo Meets the Boo Brothers)
- 1987: Rock Odyssey
- 1987: Die Jetsons treffen Familie Feuerstein
- 1987: Yogi's Great Escape
- 1987: The Little Troll Prince
- 1988: Yogis Entführung ins Weltall (Yogi & the Invasion of the Space Bears)
- 1988: The Good, the Bad, and Huckleberry Hound
- 1988: Scooby Doo und der widerspenstige Werwolf (Scooby-Doo and the Reluctant Werewolf)
- 1988: Scooby-Doo und die Geisterschule (Scooby-Doo and the Ghoul School)
- 1988: Rockin' with Judy Jetson
- 1989: A Yabba-Dabba-Doo Celebration!: 50 Years of Hanna-Barbera
- 1990: Jetsons – Der Film (Jetsons: The Movie)
- 1993: Familie Feuerstein – Yabba Dabba Doo (I Yabba-Dabba Do!)
- 1993: Jonny's Golden Quest
- 1993: Meister Dachs und seine Freunde (Once Upon a Forest)
- 1993: The Halloween Tree
- 1993: Familie Feuerstein: Die Stars von Hollyrock (Hollyrock-a-Bye Baby)
- 1994: The Flintstones: Wacky Inventions
- 1994: Yogi the Easter Bear
- 1994: Familie Feuerstein (The Flintstones)
- 1994: Scooby-Doo in Arabian Nights
- 1994: A Flintstones Christmas Carol
- 1995: Short Orders
- 1995: George and Junior: Look Out Below
- 1995: No Smoking!
- 1995: Jonny Quest Versus the Cyber Insects
- 1997: The Amazon Women
- 1998: Scooby-Doo und die Gespensterinsel (Scooby-Doo on Zombie Island)
- 1999: Scooby-Doo und das Geheimnis der Hexe (Scooby-Doo and the Witch's Ghost)
- 2000: Thrillseekers: Putt n' Perish
- 2000: Scooby-Doo's Creepiest Capers
- 2000: Die Flintstones in Viva Rock Vegas (The Flintstones in Viva Rock Vegas)
- 2000: Scooby-Doo und die Außerirdischen (Scooby-Doo and the Alien Invaders)
- 2000: Lost Cat
- 2001: Scooby-Doo und die Cyber-Jagd (Scooby-Doo and the Cyber Chase)
- 2004: Scooby-Doo and the Loch Ness Monster
- 2005: Aloha, Scooby-Doo
- 2005: Scooby Doo in Where's My Mummy?
- 2006: Scooby-Doo! Pirates Ahoy!
- 2007: Shaggy & Scooby-Doo: Get a Clue!

Unter Cartoon Network Studios:
- 2002: The Powerpuff Girls
- 2008: Underfist: Halloween Bash

### Serien
Unter Hanna-Barbera Cartoons, Inc.:
- 1957: The Ruff & Reddy Show
- 1958: Hucky (The Huckleberry Hound Show)
- 1959: Quick Draw McGraw
- 1960: Familie Feuerstein (The Flintstones)
- 1961: The Yogi Bear Show
- 1961: Top Cat
- 1962: Wally Gator
- 1962: The New Hanna-Barbera Cartoon Series
- 1962: Die Jetsons (The Jetsons)
- 1964: The Magilla Gorilla Show
- 1964: The Peter Potamus Show
- 1964: Jonny Quest
- 1965: The Atom Ant Show
- 1965: Precious Pupp
- 1965: Sinbad Jr.
- 1965: Siegfried Sqirrel (The Secret Squirrel Show)
- 1966: A Laurel and Hardy Cartoon
- 1967: The Atom Ant/Secret Squirrel Show
- 1967: Samson & Goliath
- 1967: Abbott & Costello
- 1967: The Herculoids
- 1967: Shazzan
- 1967: Moby Dick and the Mighty Mightor
- 1967: Die fantastischen Vier (Fantastic 4)
- 1967: Birdman (Birdman & The Galaxy Trio)
- 1968: Wacky Races – Autorennen Total (Wacky Races)
- 1968: Arabian Knights
- 1968: The Banana Splits Adventure Hour
- 1968: The Adventures of Gulliver
- 1968: The New Adventures of Huckleberry Finn
- 1969: Loopy de Loop
- 1969: Motormouse and Autocat
- 1969: Cattanooga Cats
- 1969: The Perils of Penelope Pitstop
- 1969: Scooby Doo, wo bist du? (Scooby Doo, Where Are You!)
- 1969: Fliegende Männer in tollkühnen Kisten (Dastardly and Muttley in Their Flying Machines)
- 1970: Where's Huddles?
- 1970: Josie and the Pussycats
- 1970: Harlem Globetrotters („Harlem Globe Trotters“ im Vorspann)
- 1971: The Pebbles and Bamm-Bamm Show
- 1971: Lippy the Lion and Hardy Har Har
- 1971: The Funky Phantom
- 1971: Help!... It's the Hair Bear Bunch!
- 1972: Wait Till Your Father Gets Home
- 1972: The Roman Holidays
- 1972: The New Scooby-Doo Movies
- 1972: Die Feuerstein Comedy Show
- 1972: The Amazing Chan and the Chan Clan
- 1972: The ABC Saturday Superstar Movie
- 1972: Sealab 2020
- 1972: Josie and the Pussy Cats in Outer Space
- 1973: Yogi's Gang
- 1973: Die Addams Family
- 1973: Super Friends
- 1973: Speed Buggy
- 1973: Jeannie
- 1973: Inch High, Private Eye
- 1973: Goober and the Ghost Chasers
- 1973: Butch Cassidy
- 1974: Wheelie and the Chopper Bunch
- 1974: Im Tal der Dinosaurier
- 1974: These Are the Days
- 1974: Partridge Family 2200 AD
- 1974: Korg: 70,000 B.C.
- 1974: Fenn – Hong Kong Pfui
- 1974: Devlin
- 1975: The New Tom & Jerry Show
- 1976: The Scooby-Doo/Dynomutt Hour
- 1976: Kriminalhund Murmel... bitte kommen! (The Mumbly Cartoon Show)
- 1976: Clue Club
- 1976: Jabberjaw
- 1977: Scooby's All Star Laff-A-Lympics
- 1977: Fred Flintstone and Friends
- 1977: The Skatebirds
- 1977: The All-New Super Friends Hour
- 1977: C B Bears
- 1977: Captain Caveman and the Teen Angels
- 1977: ABC Weekend Specials
- 1977: The Great Grape Ape Show
- 1978: Yogis galaktische Abenteuer
- 1978: The Thing
- 1978: Godzilla – Der Retter der Erde
- 1978: Dynomutt Dog Wonder
- 1978: Dinky Dog
- 1978: The Robonic Stooges
- 1978: The Hanna-Barbera Happy Hour
- 1978: Challenge of the SuperFriends
- 1978: The All-New Popeye Hour
- 1978: Jana of the Jungle
- 1978: Galaxy Goof-Ups
- 1979: Buford and the Galloping Ghost
- 1979: Legends of the Superheroes
- 1979: The New Fred and Barney Show
- 1979: The Super Globetrotters
- 1979: The World’s Greatest SuperFriends
- 1979: The New Shmoo
- 1979: Scooby-Doo and Scrappy-Doo
- 1979: Fred and Barney Meet the Thing
- 1979: Casper and the Angels
- 1979: Fred and Barney Meet the Shmoo
- 1980: The Fonz and the Happy Days Gang
- 1980: Drak Pack
- 1980: The Ri¢hie Ri¢h/Scooby-Doo Show
- 1980: Super Friends
- 1981: Space Stars
- 1981: Trollkins
- 1981: The Kwicky Koala Show
- 1981: Die Schlümpfe
- 1981: Laverne & Shirley in the Army
- 1982: The Scooby and Scrappy-Doo Puppy Hour
- 1982: Richie Rich
- 1982: Laverne & Shirley with Special Guest Star the Fonz
- 1982: Jokebook
- 1982: The Gary Coleman Show
- 1982: Shirt Tales
- 1982: Pac-Man
- 1982: Mork & Mindy/Laverne & Shirley/Fonz Hour
- 1982: The Little Rascals
- 1983: The New Scooby and Scrappy-Doo Show
- 1983: The Dukes
- 1983: Monchhichis
- 1983: The Biskitts
- 1983: Benji, Zax & the Alien Prince
- 1984: The New Scooby-Doo Mysteries
- 1984: The Smurfic Games
- 1984: SuperFriends: The Legendary Super Powers Show
- 1984: The Pink Panther And Sons
- 1984: Die Gobots
- 1984: Die Schnorchels
- 1984: Going Bananas
- 1984: Lucky Luke
- 1985: The Super Powers Team: Galactic Guardians
- 1985: The Funtastic World of Hanna-Barbera
- 1985: Paw Paws
- 1985: Galtar and the Golden Lance
- 1985: Yogi auf Schatzsuche
- 1985: Die 13 Geister von Scooby-Doo
- 1986: Pound Puppies
- 1986: Jonny Quest
- 1986: Foofur
- 1986: Wildfire
- 1986: The Flintstone Kids
- 1987: Sky Commanders
- 1987: Popeye and Son
- 1988: The Completely Mental Misadventures of Ed Grimley
- 1988: Spürnase Scooby Doo
- 1988: Fantastic Max
- 1988: The New Yogi Bear Show
- 1989: The Further Adventures of SuperTed
- 1990: Timeless Tales from Hallmark
- 1990: Potsworth & Co.
- 1990: Tom & Jerry Kids
- 1990: Gravedale High
- 1990: Captain Planet
- 1990: Bill & Ted's Excellent Adventures
- 1990: Monstergeschichten
- 1990: The Adventures of Don Coyote and Sancho Panda
- 1991: Yo Yogi!
- 1991: Young Robin Hood
- 1991: The Pirates of Dark Water
- 1992: The Addams Family
- 1992: Mäuse an der Macht
- 1992: Fish Police
- 1993: Droopy der Meisterdetektiv
- 1993: Swat Kats: The Radical Squadron
- 1993: Zwei dumme Hunde
- 1995: Dumb and Dumber
- 1996: The What a Cartoon Show
- 1996: Cave Kids
- 1996: Die neuen Abenteuer von Jonny Quest
- 1996: Dexters Labor
- 1997: Ich bin Wiesel (I Am Weasel)
- 1997: Cow and Chicken – Muh-Kuh und Chickie
- 1997: Johnny Bravo
- 1998: The Powerpuff Girls
- 2001: Samurai Jack
- 2002: What's New, Scooby-Doo?
- 2006: Tom and Jerry Tales
- 2006: Shaggy & Scooby-Doo: Get a Clue!
- 2010: Scooby-Doo Mystery Incorporated
- 2014: The Tom and Jerry Show (2014)
- 2015: Be Cool, Scooby Doo!
- 2017: Wacky Races
- 2019: Scooby-Doo and Guess Who?

Unter Cartoon Network Studios:
- 2005: Harry und sein Eimer voller Dinos
- 2005: Ben 10
- 2008: Ben 10: Alien Force
- 2007: Chowder
- 2008: The Marvelous Misadventures of Flapjack
- 2010: Ben 10: Ultimate Alien
- 2010: Sym-Bionic Titan
- 2010: Adventure Time – Abenteuerzeit mit Finn und Jake
- 2010: Regular Show
- 2010: Robotomy
- 2012: Ben 10: Omniverse
- 2016: Ben 10 (2016)

### Kurzfilme
Unter Hanna-Barbera Cartoons, Inc.:
- 1959: Wolf Hounded
- 1959: Little Bo Bopped
- 1960: Tale of a Wolf
- 1960: Life with Loopy
- 1960: Creepy Time Pal
- 1960: Snoopy Loopy
- 1960: The Do-Good Wolf
- 1960: Here, Kiddie, Kiddie
- 1960: No Biz Like Shoe Biz
- 1961: Count Down Clown
- 1961: Happy Go Loopy
- 1961: Two Faced Wolf
- 1961: This Is My Ducky Day
- 1961: Fee Fie Foes
- 1961: Zoo Is Company
- 1961: Child Sock-Cology
- 1961: Catch Meow
- 1961: Kooky Loopy
- 1961: Loopy's Hare-Do
- 1962: Bungle Uncle
- 1962: Beef for and After
- 1962: Swash Buckled
- 1962: Common Scents
- 1962: Bearly Able
- 1962: Slippery Slippers
- 1962: Chicken Fracas-See
- 1962: Rancid Ransom
- 1962: Bunnies Abundant
- 1963: Just a Wolf at Heart
- 1963: Chicken Hearted Wolf
- 1963: Whatcha Watchin'
- 1963: A Fallible Fable
- 1963: Sheep Stealers Anonymous
- 1963: Wolf in Sheep Dog's Clothing
- 1963: Not in Nottingham
- 1963: Drum-Sticked
- 1963: Bear Up!
- 1963: Crook Who Cried Wolf
- 1963: Habit Rabbit
- 1964: Raggedy Rug
- 1964: Elephantastic
- 1964: Bear Hug
- 1964: Trouble Bruin
- 1964: Bear Knuckles
- 1964: Habit Troubles
- 1965: Horse Shoo
- 1965: Pork Chop Phooey
- 1965: Crow's Fete
- 1965: Big Mouse-Take
- 1979: The Popeye Valentine Special
- 1979: Casper's First Christmas
- 1980: The Flintstones' New Neighbors
- 1980: The Flintstones: Fred's Final Fling
- 1981: The Flintstones: Wind-Up Wilma
- 1981: The Flintstones: Jogging Fever
- 1982: The Smurfs Springtime Special
- 1982: The Smurfs Christmas Special
- 1982: Christmas Comes to PacLand
- 1982: Yogi Bear's All-Star Comedy Christmas Caper
- 1983: My Smurfy Valentine
- 1986: Samson and Delilah
- 1986: Noah’s Ark
- 1986: Moses
- 1986: Joshua and the Battle of Jericho
- 1986: David and Goliath
- 1986: Daniel and the Lion’s Den
- 1987: The Nativity
- 1987: Tis the Season to Be Smurfy
- 1988: The Creation
- 1988: The Flintstone Kids' Just Say No Special
- 1989: Hägar, der Schreckliche
- 1990: The Ugly Duckling
- 1990: The Easter Story
- 1990: Joseph and His Brothers
- 1990: The Yum Yums: The Day Things Went Sour
- 1990: The Funtastic World of Hanna-Barbera
- 1991: The Miracles of Jesus
- 1991: The Last Halloween
- 1992: Gramps
- 1992: Queen Esther
- 1992: Monster in My Pocket: The Big Scream
- 1993: The Town Santa Forgot
- 1993: A Flintstone Family Christmas
- 1995: The Chicken from Outer Space
- 1995: I'm on My Way
- 1995: Hillbilly Blue
- 1995: George and Junior's Christmas Spectacular
- 1995: What's Going on Back There!?
- 1995: Daisy-Head Mayzie
- 1995: Dexter's Laboratory
- 1995: Johnny Bravo
- 1995: The Big Sister
- 1996: The Kitchen Casanova
- 1996: Larry & Steve
- 1996: Buy One, Get One Free
- 1997: Malcom and Melvin
- 1997: Babe, He Calls Me
- 1998: Kenny and the Chimp: Diseasy Does It! or Chimp – n – Pox
- 1999: Uncle Gus in: For the Love of Monkeys
- 1999: King Crab: Space Crustacean
- 1999: Dexter's Laboratory Ego Trip
- 2000: The Mansion Cat
- 2004: A Scooby-Doo! Christmas

Unter Cartoon Network Studios:
- 2006: Super Myron Brothers
- 2006: Macaroni Man
- 2006: Makeover the Top
- 2006: Cake It to the Limit
- 2006: The Uninvited
- 2006: Death of the Party
- 2007: What's Wrong with Ruth?
- 2007: Flagship
- 2008: Sea Sick
- 2008: Fishmonger
- 2008: Starry Night
- 2008: I Flushy My Brushy
- 2008: The Powerpuff Girls Rule!!!
- 2009: The Powerpuff Girls: Who, What, When, Where, Why... Who Cares?